# Mezilaurus introrsa
Mezilaurus introrsa är en lagerväxtart som beskrevs av F.M.Alves & van der Werff. Mezilaurus introrsa ingår i släktet Mezilaurus och familjen lagerväxter. Inga underarter finns listade i Catalogue of Life.